# Estreptococose

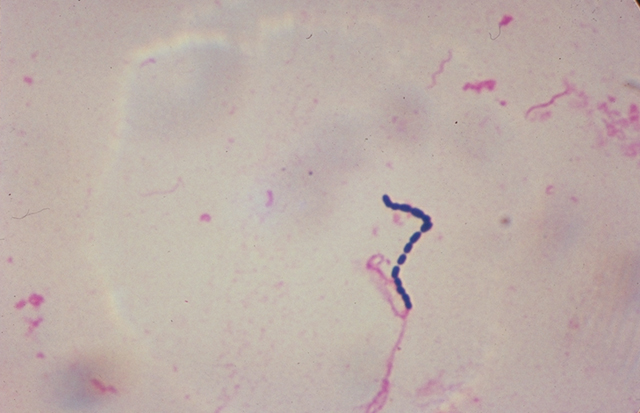
Estreptococo

Estreptococose é um nome geral para uma variedade de doenças causadas por um grupo de bactérias chamadas Estreptococos. Alguns desses organismos regularmente se mantêm no corpo de humanos ou animais e não causam doenças. Outros podem causar doenças (às vezes severas) em ambos as pessoas e animais, essa doença é comum nas pessoas imunocomprometidas como portadores do HIV/AIDS.
A maioria de infecções acontece por exposições a outras pessoas infetadas com bactérias de Estreptococos ou pela sua entrada por feridas (contato direto), aerossol, ou às vezes através de ingestão (oral). É raro obter essas infecções de animais. Estreptococose pode causar infecções ao longo do corpo (por exemplo na pele, coração, juntas, pulmões) e menos comumente pode conduzir para uma severa e até mesmo doença fatal como síndrome do choque tóxico.